# Tochã-cinzenta

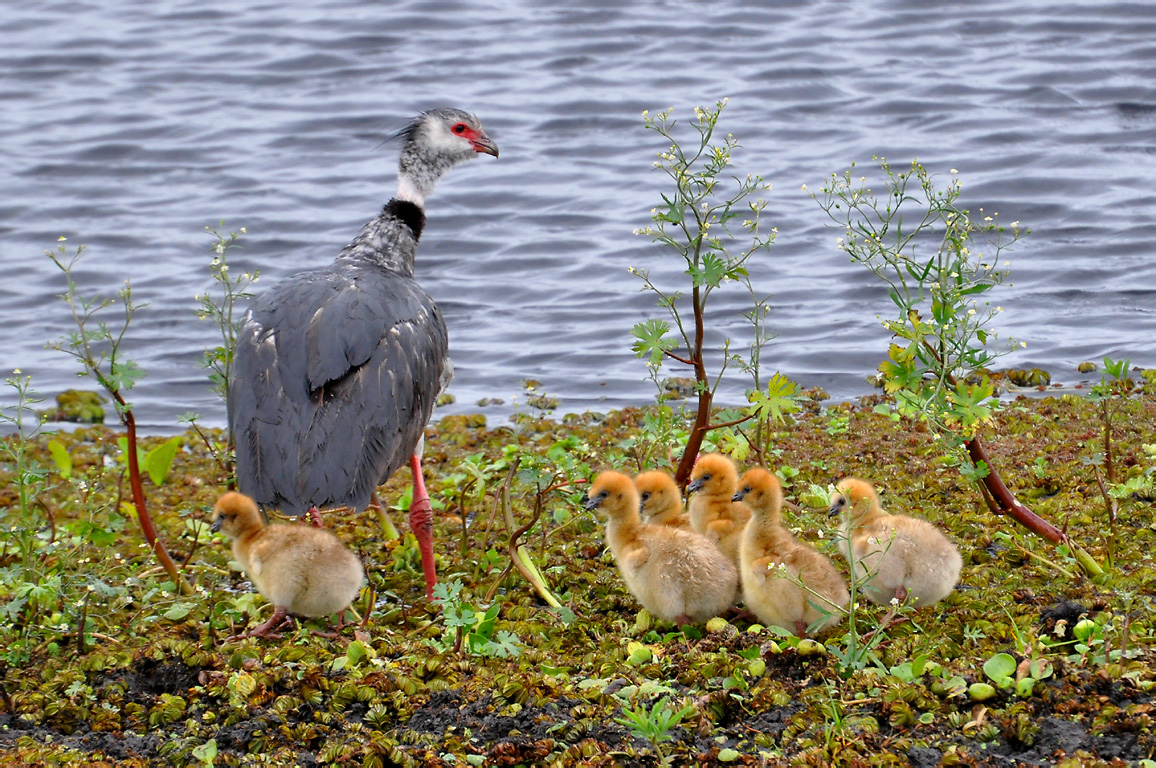
Família de tachã-cinzenta no Rio Grande do Sul.

A tachã (Chauna torquata), é uma ave anseriforme da família dos anhimídeos, natural das regiões da Argentina e Bolívia até a região Sul do Brasil. Tais aves medem cerca de 80 cm de comprimento, com pernas vermelhas, plumagens pardo-acinzentadas, pescoço com gola negra e estreito círculo branco. Suas asas são negras e com uma grande área branca visível durante o voo.

## Etimologia
Também é conhecida pelos nomes de , tachã-cinzenta, anhuma-do-sul, anhuma-do-pantanal, anhumapoca, anhupoca, chajá, inhumapoca, taã, tachã-do-sul, tahã (como em guarani com H aspirado, uma fricativa glotal surda), tajã, xaiá e xajá.

O nome tachã foi selecionado como nome vernáculo técnico para a espécie pelo Comitê Brasileiro de Registros Ornitológicos (CBRO) em 2021.